# Westprovinz (Ruanda)
Die Westprovinz (kinyarwanda Intara y’Iburengerazuba, franz. Province de l’ Ouest, engl. Western Province) ist eine Provinz Ruandas. Sie wurde mit der Einführung einer neuen Verwaltungsgliederung am 1. Januar 2006 aus den ehemaligen Provinzen Gisenyi, Kibuye, Cyangugu und einem kleinen Teil von Ruhengeri gebildet. Ihre Hauptstadt ist Kibuye.
Laut dem Zensus von 2022 leben in der Provinz 2.896.484 Einwohner.

## Geschichte
Vom 1. Januar bis 11. März 2006 war Musa Fazil Harerimana erster Gouverneur der Westprovinz.
Liste von Gouverneuren (unvollständig):
- 01/2006–03/2006: Musa Fazil Harerimana
- 2016–03/2021: Alphonse Munyantwali[3][4]
- 03/2021–08/2023: François Habitegeko[5]
- 09/2023–11/2024: Lambert Dushimimana[6]
- ab 11/2024: Jean Bosco Ntibitura[6]

## Geographie

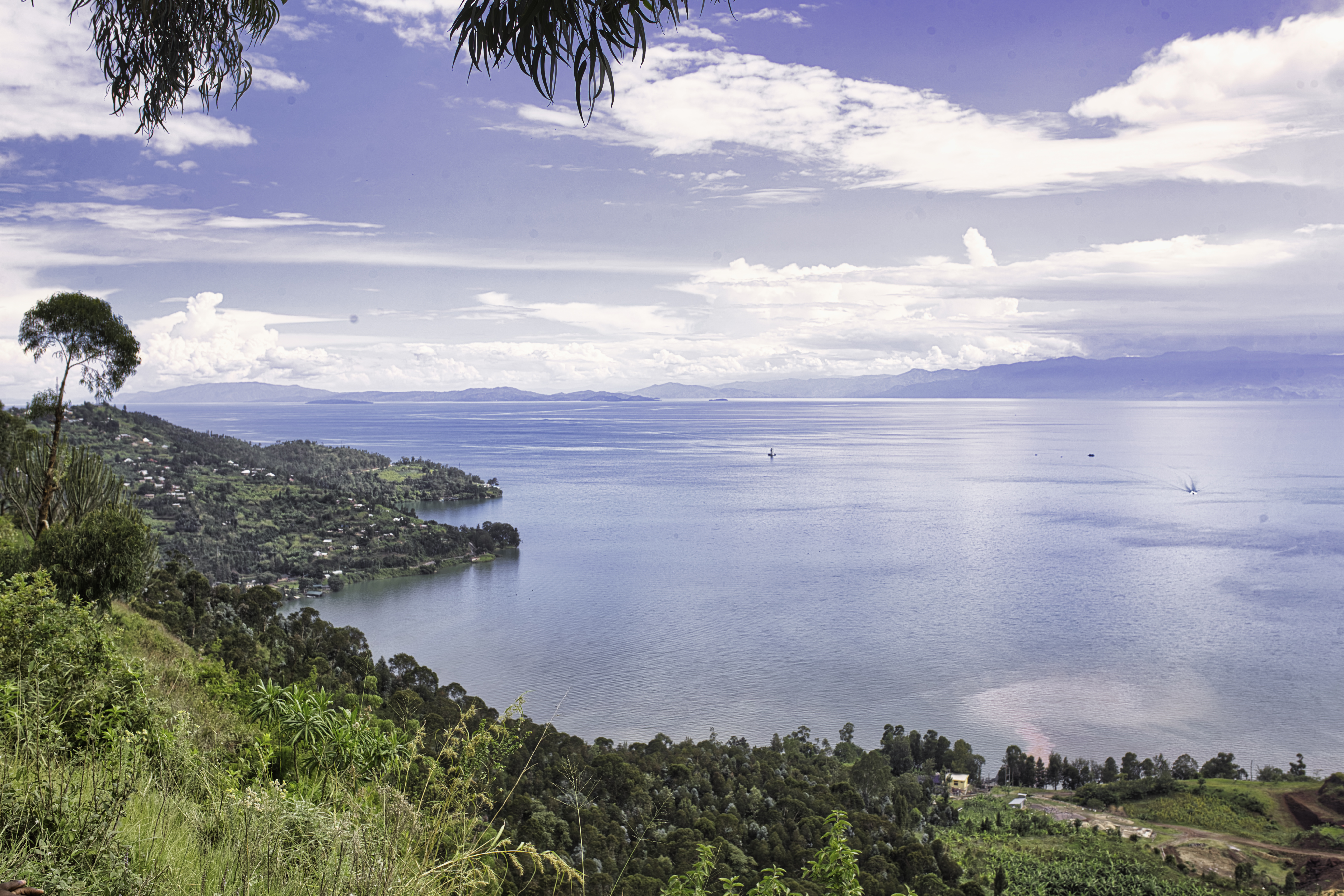
Kiwusee

Weitere Städte sind Gisenyi und Cyangugu. Im Westen grenzt die Provinz an die Demokratische Republik Kongo bzw. den Kivusee, im Süden an Burundi. Touristische Attraktionen sind etwa der Nyungwe-Nationalpark, die Ufer des Kivusees, die heißen Quellen von Bukunzi und die Virunga-Vulkane. Zwischen den Hügeln und Bergen durchziehen zahlreiche Flüsse das Gebiet. Sie prägen das touristisch attraktive Landschaftsbild mit, verursachen aber auch Bodenerosion. Aufforstungsprogramme der Provinzregierung sollen dem entgegenwirken.

## Administrative Gliederung

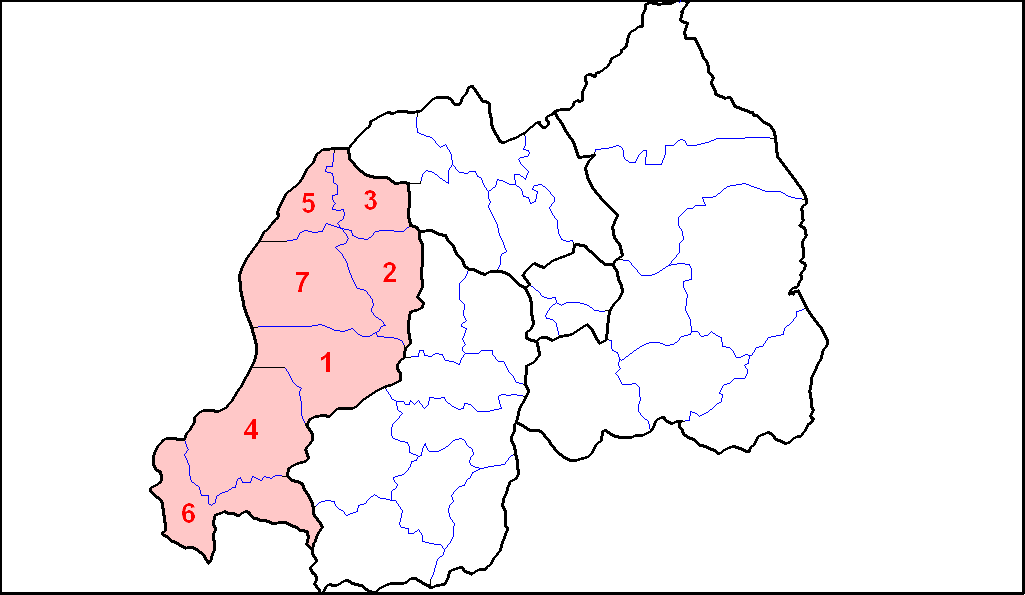
Distrikte: 1. Karongi
2. Ngororero
3. Nyabihu
4. Nyamasheke
5. Rubavu
6. Rusizi
7. Rutsiro

Die Provinz ist in die sieben Distrikte (akarere) Karongi, Ngororero, Nyabihu, Nyamasheke, Rubavu, Rusizi und Rutsiro eingeteilt.

## Wirtschaft
Ackerbau und Viehzucht sind die wichtigsten Erwerbszweige in der Westprovinz, deren Böden fruchtbar sind. Es werden eine Vielzahl von Grundnahrungsmitteln und als Cash Crops Kaffee, Tee und Pyrethrum angebaut und diverse Arten von Nutztieren gehalten. In Zukunft soll das Potenzial von Fischerei und Imkerei vermehrt genutzt werden.
An Industrie gibt es zwei Teefabriken, eine Zementfabrik und in Cyangugu ein Wasserkraftwerk. Über Gisenyi wird grenzüberschreitender Handel mit dem Kongo betrieben.